# Kennemerland

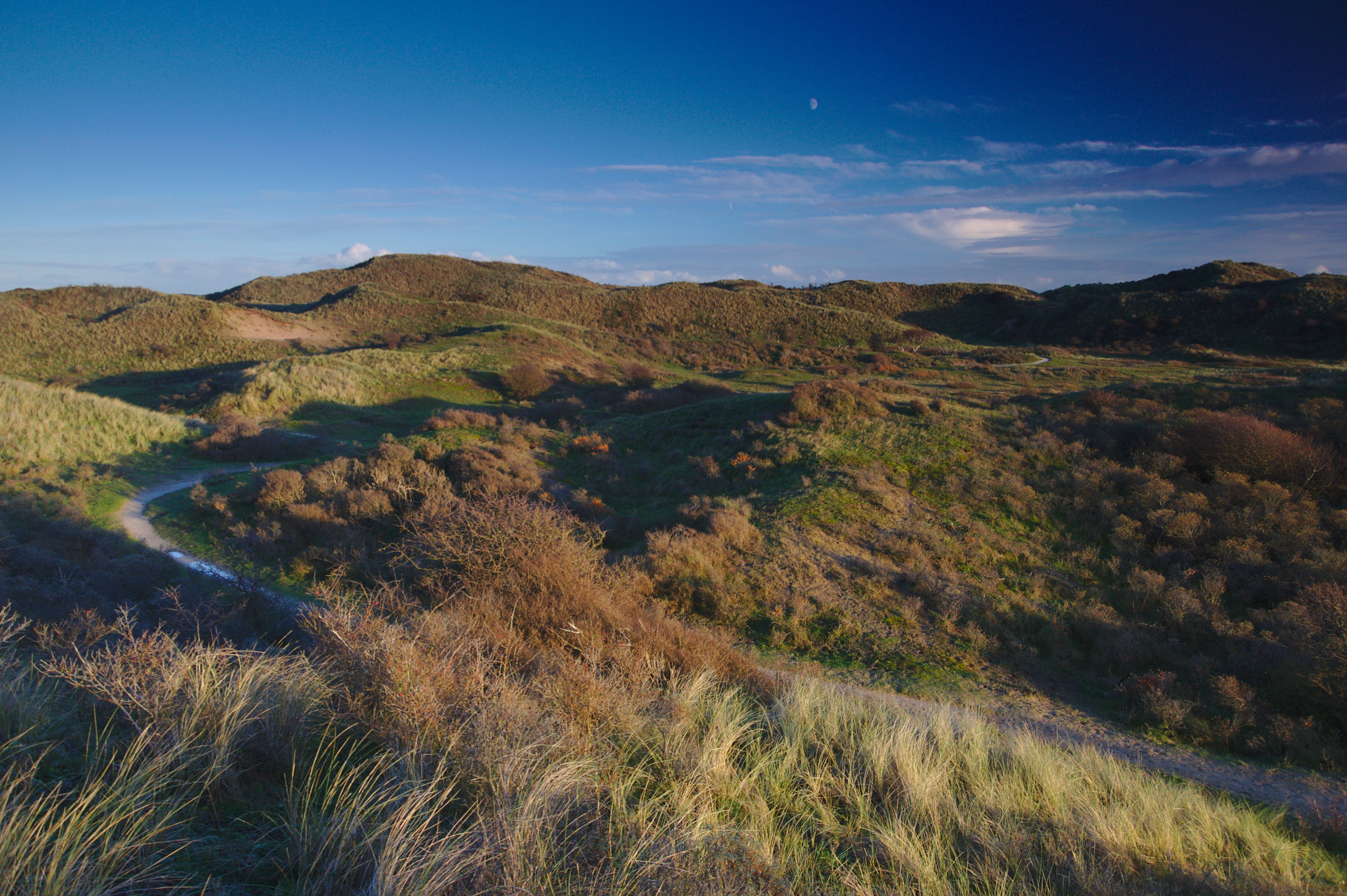
Dunes dans le parc national Zuid-Kennemerland.

Le Kennemerland est sous l'Empire carolingien un territoire de Frise occidentale et plus tard au Moyen Âge un comté de la province de Hollande.
Aujourd'hui, on appelle ainsi trois régions des Pays-Bas : le Kennemerland septentrional, central et méridional, regroupant 18 communes situées près de la côte de la mer du Nord dans la province de Hollande-Septentrionale. Mais il est établi que le Kennemerland originel était situé plus au sud que le territoire désigné sous ce nom de nos jours.

## Nom
Le nom de Kennemerland vient de Kennehim ou Kinnin, aujourd'hui « Kinheim », un comté côtier[pas clair]. L'origine du nom est discutée.

## Histoire
La limite septentrionale est plus ou moins perdue à la suite de discussions entre la Frise occidentale et la Hollande au Moyen Âge. Certains la situent sur l'embouchure de l'IJ, entre Heemskerk et Castricum, d'autres la situent plus au nord, incluant le territoire autour de Schoorl.
Avant de devenir un territoire et comté, le Kennemerland est une division du royaume des Frisons. Avant et pendant l'époque romaine, le sud abritait les Cananefates, qui sont peut-être à l'origine du nom.[réf. nécessaire]

Le Kennemerland est une des régions touchées par la révolte du peuple du fromage et du pain en 1491.

## Communes des régions actuelles
Kennemerland septentrional :
- Alkmaar (2) *
- Bergen (9)
- Castricum (14)
- Graft-De Rijp (20) *
- Heerhugowaard (27)
- Heiloo (28)
- Langedijk (34) *
- Schermer (45)

Kennemerland central :
- Beverwijk (10)
- Heemskerk (25)
- Uitgeest (48) *

Kennemerland méridional :
- Bennebroek (8)
- Bloemendaal (12)
- Haarlem (21)

Communes de la province de Hollande-Septentrionale, numérotées par ordre alphabétique.

Régions administratives de Hollande-Septentrionale, avec le Kennemerland en vert.

- Haarlemmerliede en Spaarnwoude (22)
- Heemstede (26)
- Velsen (50)
- Zandvoort (59)

Les communes d'Alkmaar, Graft-De Rijp, Langedijk, Heerhugowaard, Schermer et Uitgeest font partie des régions administratives, mais pas du territoire historique de Kennemerland. À l'origine, ces communes devaient être regroupées dans une région administrative sous le nom  Ouest de la Frise Occidentale (West-Friesland-West). La province de la Hollande-Septentrionale décide cependant que ces communes devaient être regroupées avec les communes côtières et l'ensemble est nommé Kennemerland septentrional.
Au 1er janvier 2019, la commune de Haarlemmerliede en Spaarnwoude fusionne avec Haarlemmermeer, quittant ainsi administrativement le regroupement du Kennemerland.

## Patrimoine naturel
Dans la région se trouve le parc national Zuid-Kennemerland, connu pour ses paysages de dunes dans lesquelles se forment quelques petits lacs (meertjes). La diversité des flore et de la faune ravit les amateurs de nature.
- (nl) Cet article est partiellement ou en totalité issu de l’article de Wikipédia en néerlandais intitulé « Kennemerland » (voir la liste des auteurs).